# Salvatore Avantaggiato
Salvatore Avantaggiato (Corigliano d'Otranto, 1944) è un serial killer italiano, responsabile dell'omicidio di almeno due donne tra il 1977 e il 2000.

## Biografia

### Gli omicidi
La sera del 4 ottobre 1977, un gruppo di quattro uomini armati di spranga e mascherati con una calza di nylon fecero irruzione in una casa di Corigliano d'Otranto per svaligiarla. Suonarono alla porta e ad aprire fu Addolorata, ostetrica pugliese sposata con Ernesto. La donna provò a chiudere la porta, ma i quattro uomini entrarono lo stesso: prima che accadesse questo, però, Addolorata riuscì a sfilare la calza di nylon dalla testa di uno dei rapinatori e vide il volto di Salvatore Avantaggiato. I rapinatori entrarono in casa e uccisero Addolorata colpendola ripetutamente alla testa; successivamente aggredirono anche Ernesto, che nel frattempo era sceso al piano di sotto dopo aver messo a dormire i figli. L'uomo si salvò soltanto fingendosi morto. Gli uomini rubarono 850 mila lire, alcuni gioielli e un bisturi, poi si diedero alla fuga.
Si scoprì che quegli uomini facevano parte di una banda criminale ben nota in zona, e che tutti e quattro erano reclusi nel carcere di Maglie in regime di libertà vigilata. Una volta compiuta la rapina, tornarono in carcere alle 1:14 di notte con la refurtiva ma questa venne scoperta e i quattro furono portati a processo. La sentenza, emessa il 7 dicembre 1978, condannò Avantaggiato all'ergastolo mentre gli altri tre uomini furono condannati a 30 e 29 anni di reclusione. 
Avantaggiato venne trasferito nel carcere di Ferrara, dal quale uscì nel 1988 grazie a un permesso premio. Il 7 agosto 2000, in un condominio di via Turri a Reggio Emilia, nell'appartamento all'interno 47 fu trovato il corpo senza vita della prostituta dominicana Cristina Miña Hichez Castro, originaria di Santo Domingo. La donna era stata colpita con talmente tanta violenza che l'assassino le aveva amputato un dito e sfondato la testa con un oggetto contundente, inoltre la vittima presentava ematomi e ferite su tutto il corpo causate probabilmente da un bastone di legno.

### Indagini e processo
Il primo sospettato per la morte di Cristina fu Marco Gorrieri, detenuto in regime di semilibertà che si trovava a Reggio Emilia in quei giorni, ma Gorrieri aveva un alibi di ferro e presto la sua posizione venne archiviata. La polizia risalì a Salvatore Avantaggiato tramite una serie di indizi schiaccianti: quel 7 agosto 2000, Avantaggiato era stato visto dalle telecamere del condominio in Via Turri mentre prendeva l'ascensore, inoltre il titolare di una ferramenta della zona aveva dichiarato che quel giorno il pregiudicato pugliese aveva comprato presso quel negozio una grossa mazza di legno. Infine, il DNA e le impronte digitali di Avantaggiato fu trovato su molti oggetti presenti sulla scena del crimine come un rotolo di scottex, delle sigarette e due preservativi usati. Avantaggiato fu subito arrestato e interrogato, ma non confessò mai la sua colpevolezza nonostante l'evidenza. Il suo avvocato richiese una perizia psichiatrica, che però venne negata: il movente di Avantaggiato per l'omicidio della prostituta fu riconosciuto come quello di rubarle pochi soldi e il telefono.
Giudicato colpevole di omicidio a scopo di rapina ai danni di Cristina Miña Hichez Castro con l'aggravante della premeditazione (l'arma del delitto era la mazza di legno comprata poco prima), con rito abbreviato il 29 agosto 2001 Avantaggiato fu condannato a 30 anni di reclusione dal Tribunale di Reggio Emilia, oltre che al risarcimento di 800 milioni di lire alla famiglia della Castro.

### Altri casi potenzialmente collegati ad Avantaggiato
Il sostituto procuratore di Reggio Emilia, Luciano Padula, coordinò le indagini sulla morte della Castro e prese in considerazione tutti i casi irrisolti di prostitute uccise con oggetti contundenti tra il 1988 e il 2000, nei giorni che coincidevano con i permessi premio di Avantaggiato. Vennero rispolverati diversi cold case avvenuti in Toscana, Liguria, Lombardia ed Emilia Romagna. Venne ipotizzato che Avantaggiato potesse essere l'autore degli omicidi del Mostro di Modena, che uccise otto donne proprio a Modena tra il 1985 e il 1995. Tuttavia, non fu mai provata una responsabilità di Avantaggiato per questi delitti.

## Influenze nella cultura di massa
Il caso di Avantaggiato venne trattato nella quarta puntata del programma Profondo nero di Carlo Lucarelli.